# Cheilosia rufiventris
Cheilosia rufiventris är en tvåvingeart som beskrevs av Peck 1969. Cheilosia rufiventris ingår i släktet örtblomflugor, och familjen blomflugor. Inga underarter finns listade i Catalogue of Life.